# Prärietrana
Prärietrana (Antigone canadensis) är en trana som häckar över stora delar av Nordamerika, i nordöstra Sibirien och på Kuba. Merparten är flyttfåglar som övervintrar i södra USA, norra Mexiko och södra Japan.

## Utseende

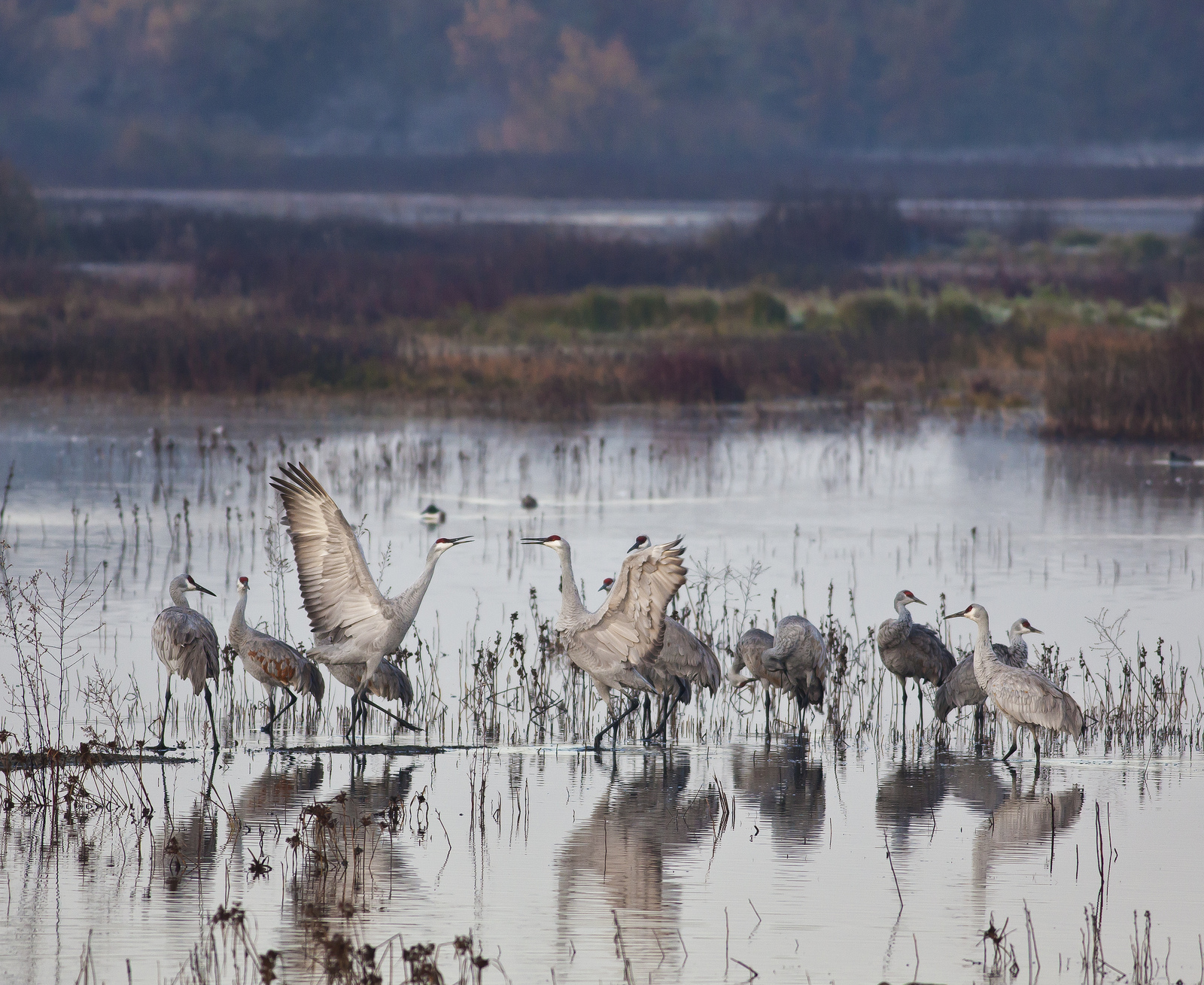
På senvintern och våren, inför häckningen utför den en sorts parningsdans. Foto från reservatet Cosumnes River, Kalifornien.

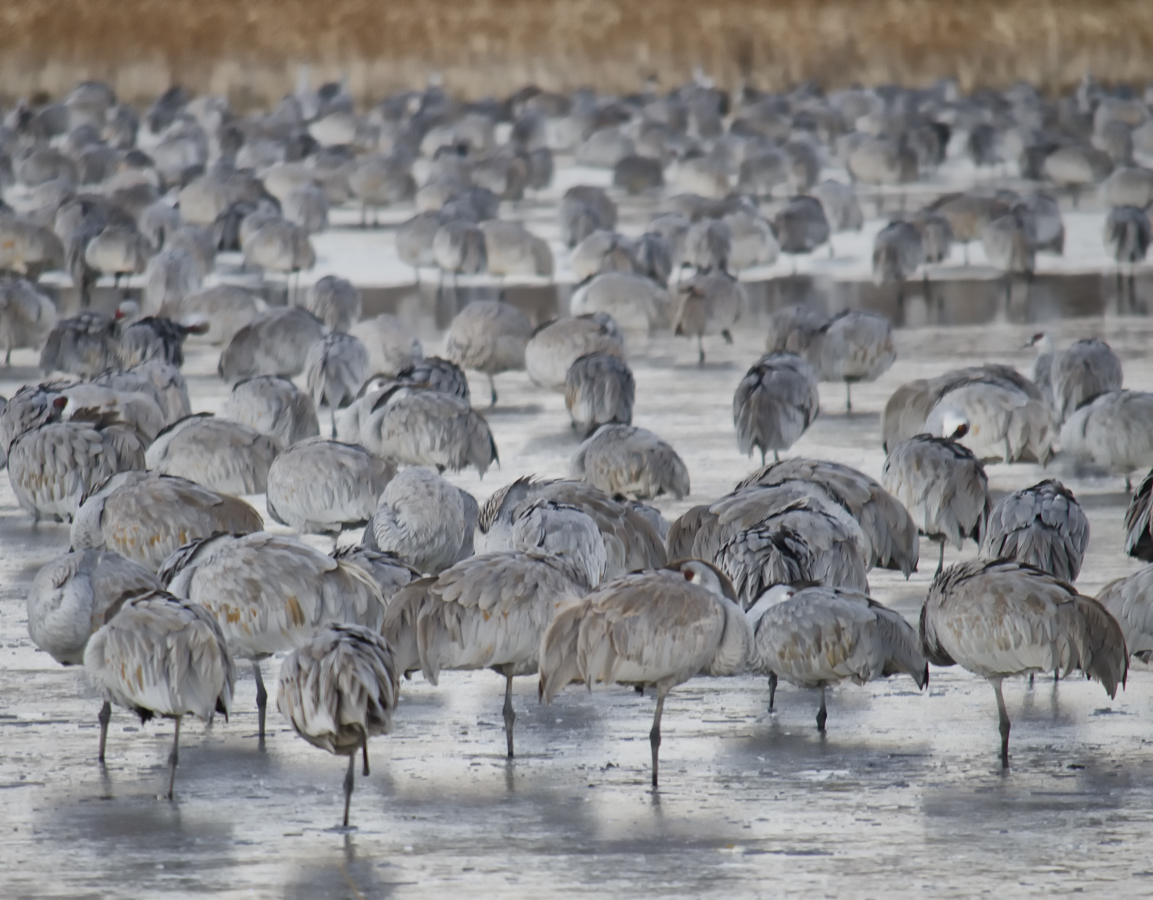
Vintertid uppträder ofta arten i mycket stora flockar.

Prärietranan mäter från 88–120 cm och har ett vingspann på 160–210 cm. De sydliga underarterna är tydligt större än de nordliga, varför de ibland delas upp som "större" och "mindre" prärietrana. De sydliga mäter i genomsnitt 117 cm på längden, har ett vingspann på 196 cm och väger 4850 gram. De nordliga mindre underarterna mäter i genomsnitt 104 cm på längden, har ett vingspann på 185 cm och väger 3350 gram. Hanarna är större än honorna.
Den adulta prärietranan i fräsch vinterdräkt är ljusgrå, med liten mängd varmt roströda partier på ovansidan, speciellt på vingtäckarna och övergumpen. Adult i sommardräkt är mer roströd. Adultens hals är ljust grå och huvudet nästan vitt. Pannan och främre delen av hjässan är röd. Vingpennorna är mörkgrå till svarta och innanför dessa har den ett ljust band på vingundersidan, som är bredare och tydligare hos de sydliga underarterna. Juvenilen påminner om adulten, men saknar rött på huvudet och är överlag rödbrungrå.

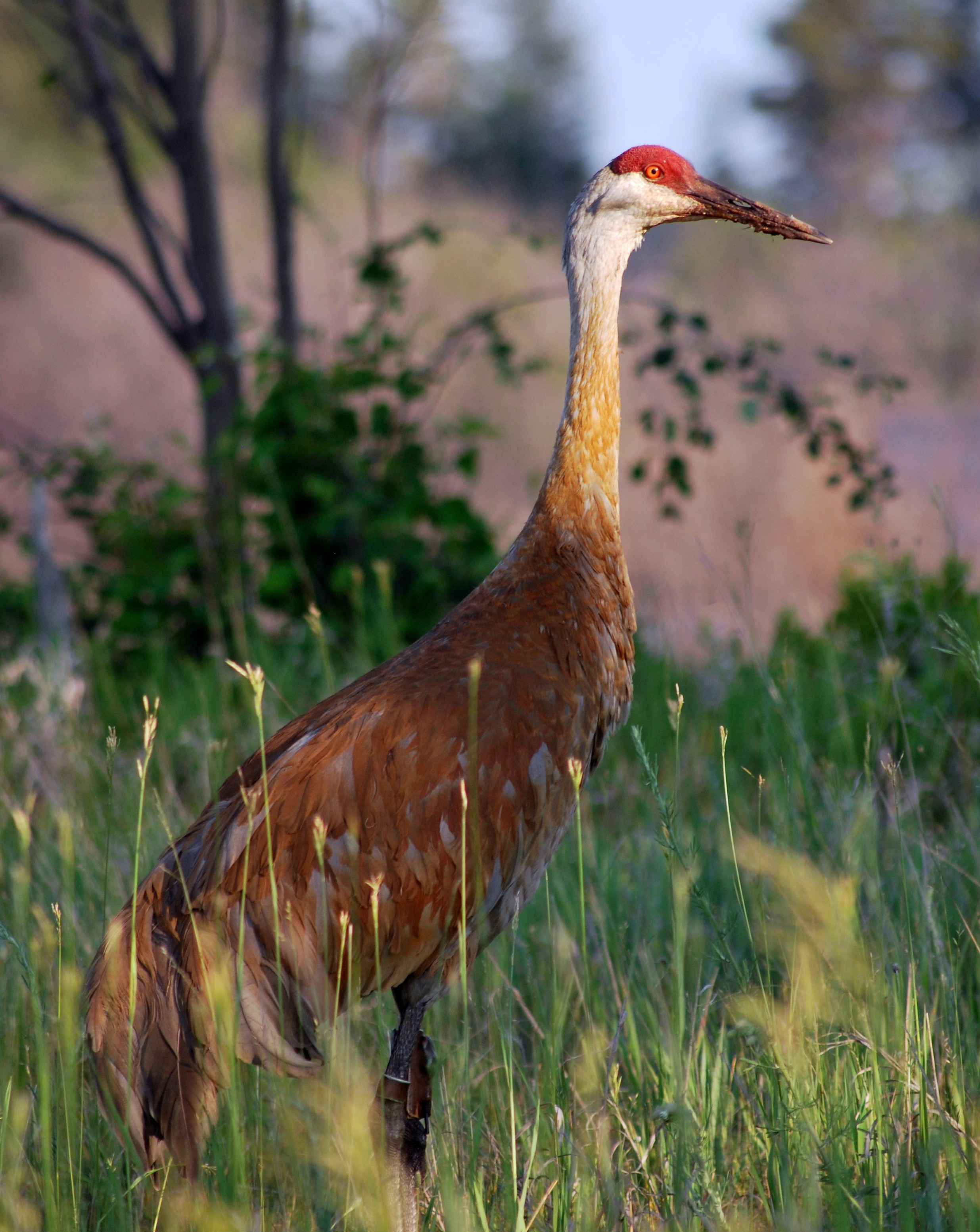
Adult i sommardräkt.
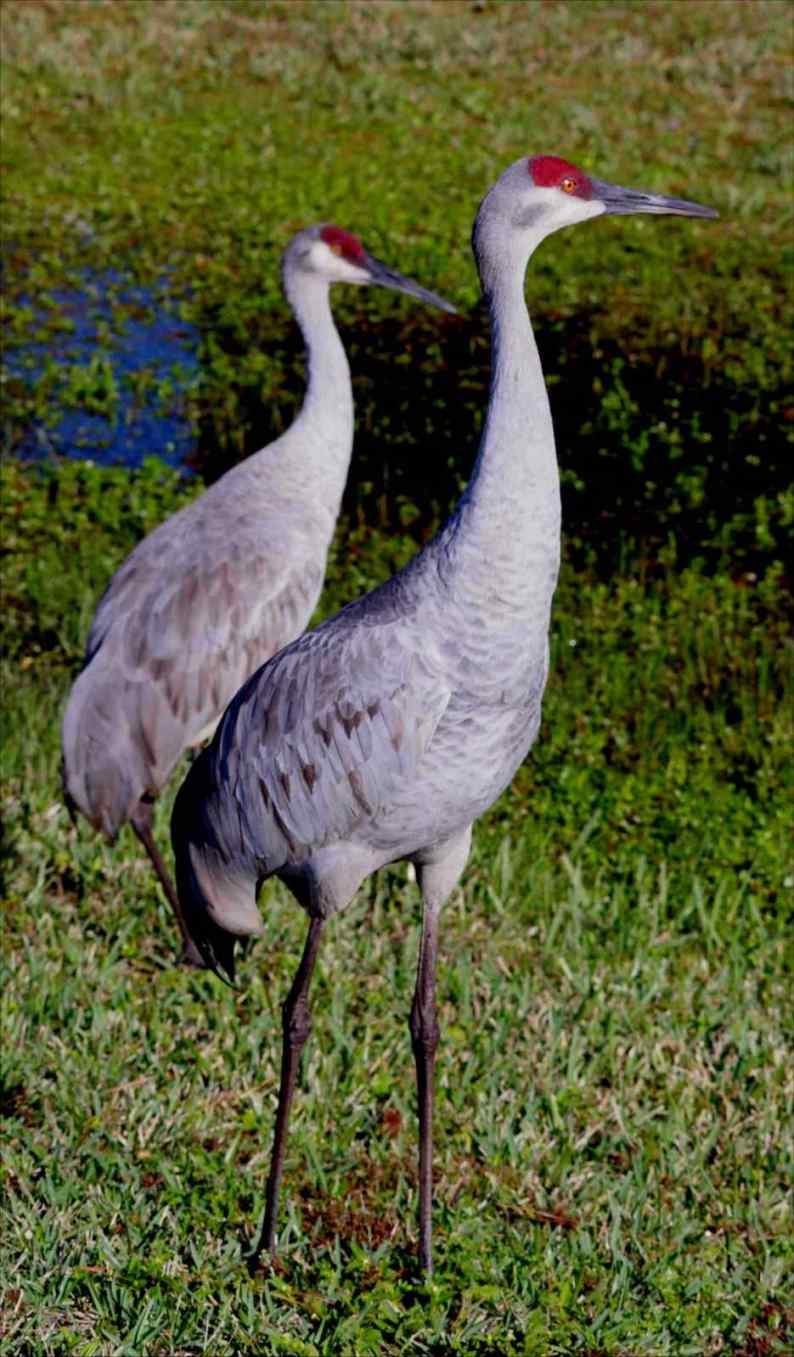
Adult i vinterdräkt.

### Läte
Lätet beskrivs som ett högljutt trumpetande med skallrande eller rullande karaktär.

## Utbredning och systematik
Prärietranan häckar över stora delar av Nordamerika, i nordöstra Sibirien och på Kuba. Populationen i nordöstra Sibirien häckar från floden Kolyma till Tjuktjerhalvön och söderut till Korjakien och nordöstra Ochotska havet. Merparten av den globala populationen är flyttfåglar som övervintrar i södra USA och norra Mexiko. Ett mindre antal övervintrar även i sydvästra Kyushu i södra Japan. Populationerna på amerikanska golfkusten, i Georgia, Florida på Kuba och Isla de la Juventud är stannfåglar.

### Underarter
Prärietranan delas in i sex underarter fördelade i fem underartsgrupper:
- Antigone canadensis canadensis – häckar i arktiska Nordamerika och östra Sibirien, och övervintrar i sydvästra USA och norra Mexiko
- Antigone canadensis pulla – förekommer vid södra USA:s golfkust
- Antigone canadensis pratensis – förekommer i Georgia och Florida
- Antigone canadensis nesiotes – förekommer på Kuba och Isla de la Juventud
- tabida/rowani-gruppen
  - Antigone canadensis rowani – häckar från British Columbia till norra Ontario, och övervintrar till norra Mexiko
  - Antigone canadensis tabida – häckar i mellersta Nordamerika, och övervintrar i södra USA och norra Mexiko

### Observationer utanför utbredningsområdet
Prärietrana observeras sällsynt i Europa. Det första brittiska fyndet gjorde på Fair Isle i april 1981, Våren 2014 höll en prärietrana till i Västeuropa som även tog sig till Sverige  där den sågs i Västmanland 29 april till 5 maj 2014. Ytterligare en individ uppehöll sig i Söråsele i Lappland i oktober–november 2020 och en tredje i Storsjö i Härjedalen 13–14/5 2021.

### Taxonomi och släktestillhörighet
Arten beskrevs vetenskapligt av Carl von Linné 1758 i tionde upplagan av hans Systema Naturae. Han gav den då det vetenskapliga namnet Ardea canadensis och placerade den därmed i samma släkte som bland annat hägrarna. Senare placerades den i det stora transläktet Grus. De flesta auktoriteter, bland annat American Ornithological Society (AOS), placerar idag arten i släktet Antigone, tillsammans med dess närmsta släktingar sarustrana, brolgatrana och glasögontrana, för att bättre beskriva tranornas släktskap. Sedan juni 2025 följde även BirdLife Sverige efter.

## Ekologi
Utanför häckningstid uppträder prärietranan ofta i stora flockar och uppsöker då öppna fält, våtmarker och hagar. Den häckar på gräsmark vid kusten eller i närheten av vatten.

## Status och hot
Arten har ett stort utbredningsområde och en stor population, och tros öka i antal. Utifrån dessa kriterier kategoriserar internationella naturvårdsunionen IUCN arten som livskraftig (LC). Beståndet uppskattas till mellan 450 000 och 550 000 vuxna individer.